# Codeseda (La Estrada)
Codeseda es una parroquia en el sur del término municipal del ayuntamiento de La Estrada, en la provincia de Pontevedra, comunidad autónoma de Galicia, España.

## Límites
Limita con las parroquias de Rivela, Arca, Souto, Liripio, Parada y Nigoy.

## Demografía
En 1842 tenía una población de hecho de 692 personas. En los veinte años que van de 1986 a 2006 la población pasó de 628 a 454 personas, lo cual significó una pérdida del 27,71%. En 2013 habitaban en la parroquia 378 personas, 204 mujeres y 174 hombres.